# Ordzovany
Ordzovany – słowacka wieś i gmina (obec) w powiecie Lewocza w kraju preszowskim.
Pierwsze wzmianki o wsi pochodzą z 1260 roku.
Centrum wsi leży na wysokości 543 m n.p.m. Gmina zajmuje powierzchnię 12,079 km². W 2011 roku zamieszkiwało ją 166 osób.